# Olympische Sommerspiele 2024/Teilnehmer (Monaco)
| Gelbes Symbol für Goldmedaillen mit stilisierten Olympischen Ringen | Graues Symbol für Silbermedaillen mit stilisierten Olympischen Ringen | Braundes Symbol für Bronzemedaillen mit stilisierten Olympischen Ringen |
| ------------------------------------------------------------------- | --------------------------------------------------------------------- | ----------------------------------------------------------------------- |
| —                                                                   | —                                                                     | —                                                                       |

Monaco nahm an den Olympischen Spielen 2024 vom 26. Juli bis zum 11. August 2024 in Paris mit 6 Athleten (3 Männer, 3 Frauen) teil. Es war die insgesamt 22. Teilnahme an Olympischen Sommerspielen.

## Teilnehmer nach Sportarten

### Judo
Marvin Gadeau erhielt eine Wildcard für den Wettbewerb im Schwergewicht der Männer.
| Athleten      | Wettbewerb         | 1. Runde | 1. Runde | 2. Runde  | 2. Runde | Achtelfinale  | Achtelfinale  | Viertelfinale | Viertelfinale | Halbfinale / Trostrunde | Halbfinale / Trostrunde | Finale / Platz 3 | Finale / Platz 3 | Rang |
| Athleten      | Wettbewerb         | Gegner   | Ergebnis | Gegner    | Ergebnis | Gegner        | Ergebnis      | Gegner        | Ergebnis      | Gegner                  | Ergebnis                | Gegner           | Ergebnis         | Rang |
| ------------- | ------------------ | -------- | -------- | --------- | -------- | ------------- | ------------- | ------------- | ------------- | ----------------------- | ----------------------- | ---------------- | ---------------- | ---- |
| Männer        |                    |          |          |           |          |               |               |               |               |                         |                         |                  |                  |      |
| Marvin Gadeau | Klasse über 100 kg | Freilos  | Freilos  | A. Granda | 0:10     | ausgeschieden | ausgeschieden | ausgeschieden | ausgeschieden | ausgeschieden           | ausgeschieden           | ausgeschieden    | ausgeschieden    | 9    |

### Rudern
Monaco erhielt eine Wildcard im Einer der Männer.
| Athleten           | Wettbewerb | Vorlauf     | Vorlauf | Vorlauf       | Hoffnungslauf | Hoffnungslauf | Hoffnungslauf | Viertelfinale | Viertelfinale | Viertelfinale  | Halbfinale  | Halbfinale | Halbfinale    | Finale      | Finale | Rang |
| Athleten           | Wettbewerb | Zeit        | Rang    | Qualifikation | Zeit          | Rang          | Qualifikation | Zeit          | Rang          | Qualifikation  | Zeit        | Rang       | Qualifikation | Zeit        | Rang   | Rang |
| ------------------ | ---------- | ----------- | ------- | ------------- | ------------- | ------------- | ------------- | ------------- | ------------- | -------------- | ----------- | ---------- | ------------- | ----------- | ------ | ---- |
| Männer             |            |             |         |               |               |               |               |               |               |                |             |            |               |             |        |      |
| Quentin Antognelli | Einer      | 7:02,15 min | 4       | Hoffnungslauf | 7:10,00 min   | 1             | Viertelfinale | 6:58,89 min   | 5             | Halbfinale C/D | 7:14,32 min | 5          | D-Finale      | 6:54,93 min | 1      | 19   |

### Leichtathletik
Laufen und Gehen
| Athleten                | Wettbewerb | Qualifikation | Qualifikation | Vorlauf       | Vorlauf       | Halbfinale    | Halbfinale    | Finale        | Finale        | Rang |
| Athleten                | Wettbewerb | Zeit          | Rang          | Zeit          | Rang          | Zeit          | Rang          | Zeit          | Rang          | Rang |
| ----------------------- | ---------- | ------------- | ------------- | ------------- | ------------- | ------------- | ------------- | ------------- | ------------- | ---- |
| Frauen                  |            |               |               |               |               |               |               |               |               |      |
| Marie-Charlotte Gastaud | 100 m      | 12,41 s PB    | 6             | ausgeschieden | ausgeschieden | ausgeschieden | ausgeschieden | ausgeschieden | ausgeschieden | 76   |

### Schwimmen
Über die Schwimmweltmeisterschaften 2024 qualifizierte sich Lisa Pou für den Wettbewerb über 10 km Freiwasser der Frauen.
| Athleten     | Wettbewerb       | Vorlauf     | Vorlauf | Halbfinale | Halbfinale | Finale        | Finale        | Rang |
| Athleten     | Wettbewerb       | Zeit        | Rang    | Zeit       | Rang       | Zeit          | Rang          | Rang |
| ------------ | ---------------- | ----------- | ------- | ---------- | ---------- | ------------- | ------------- | ---- |
| Männer       |                  |             |         |            |            |               |               |      |
| Theo Druenne | 800 m Freistil   | 8:25,01 min | 31      | —          | —          | ausgeschieden | ausgeschieden | 31   |
| Frauen       |                  |             |         |            |            |               |               |      |
| Lisa Pou     | 10 km Freiwasser | —           | —       | —          | —          | 2:07:05,4 h   | 18            | 18   |

### Tischtennis
Als beste europäische Spielerin der Weltrangliste, die sich noch nicht qualifiziert hatte, erhielt Yang Xiaoxin einen Startplatz im Fraueneinzel.
| Athleten     | Wettbewerb | 1. Runde | 1. Runde | 2. Runde    | 2. Runde | 3. Runde      | 3. Runde      | Achtelfinale  | Achtelfinale  | Viertelfinale | Viertelfinale | Halbfinale    | Halbfinale    | Finale / Platz 3 | Finale / Platz 3 | Rang |
| Athleten     | Wettbewerb | Gegner   | Erg.     | Gegner      | Erg.     | Gegner        | Erg.          | Gegner        | Erg.          | Gegner        | Erg.          | Gegner        | Erg.          | Gegner           | Erg.             | Rang |
| ------------ | ---------- | -------- | -------- | ----------- | -------- | ------------- | ------------- | ------------- | ------------- | ------------- | ------------- | ------------- | ------------- | ---------------- | ---------------- | ---- |
| Frauen       |            |          |          |             |          |               |               |               |               |               |               |               |               |                  |                  |      |
| Yang Xiaoxin | Einzel     | Freilos  | Freilos  | H. Matelová | 2:4      | ausgeschieden | ausgeschieden | ausgeschieden | ausgeschieden | ausgeschieden | ausgeschieden | ausgeschieden | ausgeschieden | ausgeschieden    | ausgeschieden    | 33   |